# Finlandia ai Giochi della VII Olimpiade
La Finlandia ha partecipato ai Giochi della VII Olimpiade di Anversa con una delegazione di 63 atleti (62 uomini, 1 donne), suddivisi su 9 discipline.

## Medagliere

### Per discipline
| Sport                 | Oro | Argento | Bronzo | Totale |
| --------------------- | --- | ------- | ------ | ------ |
| Atletica leggera      | 9   | 4       | 3      | 16     |
| Lotta greco-romana    | 3   | 4       | 2      | 9      |
| Lotta libera          | 2   | 1       | 0      | 3      |
| Nuoto                 | 0   | 0       | 2      | 2      |
| Pattinaggio di figura | 1   | 0       | 0      | 1      |
| Tiro                  | 0   | 1       | 2      | 3      |
| Totale                | 15  | 10      | 9      | 34     |

### Medaglie d'oro
| Medaglia | Atleta                                                                                        | Sport                 | Evento                         |
| -------- | --------------------------------------------------------------------------------------------- | --------------------- | ------------------------------ |
| Oro      | Paavo Nurmi                                                                                   | Atletica leggera      | 10000 metri piani              |
| Oro      | Paavo Nurmi                                                                                   | Atletica leggera      | Corsa campestre individuale    |
| Oro      | Paavo Nurmi Heikki Liimatainen Teodor Koskenniemi Ilmari Vesamaa Eino Rastas Hannes Miettinen | Atletica leggera      | Corsa campestre a squadre      |
| Oro      | Hannes Kolehmainen                                                                            | Atletica leggera      | Maratona                       |
| Oro      | Vilho Tuulos                                                                                  | Atletica leggera      | Salto triplo                   |
| Oro      | Ville Pörhölä                                                                                 | Atletica leggera      | Getto del peso                 |
| Oro      | Elmer Niklander                                                                               | Atletica leggera      | Lancio del disco               |
| Oro      | Jonni Myyrä                                                                                   | Atletica leggera      | Lancio del giavellotto         |
| Oro      | Eero Lehtonen                                                                                 | Atletica leggera      | Pentathlon                     |
| Oro      | Kalle Anttila                                                                                 | Lotta libera          | Pesi leggeri                   |
| Oro      | Eino Leino                                                                                    | Lotta libera          | Pesi medi                      |
| Oro      | Oskari Friman                                                                                 | Lotta greco-romana    | Pesi piuma                     |
| Oro      | Emil Väre                                                                                     | Lotta greco-romana    | Pesi leggeri                   |
| Oro      | Adolf Lindfors                                                                                | Lotta greco-romana    | Pesi massimi                   |
| Oro      | Ludovika Jakobsson Walter Jakobsson                                                           | Pattinaggio di figura | Pattinaggio di figura a coppie |

### Medaglie d'argento
| Medaglia | Atleta                                                                        | Sport              | Evento                     |
| -------- | ----------------------------------------------------------------------------- | ------------------ | -------------------------- |
| Argento  | Paavo Nurmi                                                                   | Atletica leggera   | 5000 metri piani           |
| Argento  | Elmer Niklander                                                               | Atletica leggera   | Getto del peso             |
| Argento  | Armas Taipale                                                                 | Atletica leggera   | Lancio del disco           |
| Argento  | Urho Peltonen                                                                 | Atletica leggera   | Lancio del giavellotto     |
| Argento  | Väinö Penttala                                                                | Lotta libera       | Pesi medi                  |
| Argento  | Heikki Kähkönen                                                               | Lotta greco-romana | Pesi piuma                 |
| Argento  | Taavi Tamminen                                                                | Lotta greco-romana | Pesi leggeri               |
| Argento  | Arthur Lindfors                                                               | Lotta greco-romana | Pesi medi                  |
| Argento  | Edil Rosenqvist                                                               | Lotta greco-romana | Pesi medio-massimi         |
| Argento  | Toivo Tikkanen Nestor Toivonen Magnus Wegelius Kalle Lappalainen Hans Nordvik | Tiro               | Bersaglio mobile a squadre |

### Medaglie di bronzo
| Medaglia | Atleta                                                                       | Sport              | Evento                                   |
| -------- | ---------------------------------------------------------------------------- | ------------------ | ---------------------------------------- |
| Bronzo   | Heikki Liimetainen                                                           | Atletica leggera   | Corsa campestre individuale              |
| Bronzo   | Paavo Johansson                                                              | Atletica leggera   | Lancio del giavellotto                   |
| Bronzo   | Hugo Lahtinen                                                                | Atletica leggera   | Pentathlon                               |
| Bronzo   | Matti Perttilä                                                               | Lotta greco-romana | Pesi medi                                |
| Bronzo   | Martti Nieminen                                                              | Lotta greco-romana | Pesi massimi                             |
| Bronzo   | Arvo Aaltonen                                                                | Nuoto              | 200 metri rana maschili                  |
| Bronzo   | Arvo Aaltonen                                                                | Nuoto              | 400 metri rana maschili                  |
| Bronzo   | Vilho Vauhkonen Kalle Lappalainen Veli Nieminen Magnus Wegelius Voitto Kolho | Tiro               | Carabina militare a terra 300m a squadre |
| Bronzo   | Toivo Tikkanen Magnus Wegelius Nestor Toivonen Yrjö Kolho Vilho Vauhkonen    | Tiro               | Bersaglio mobile colpo doppio a squadre  |